# Geschichte der Juden in Moldawien

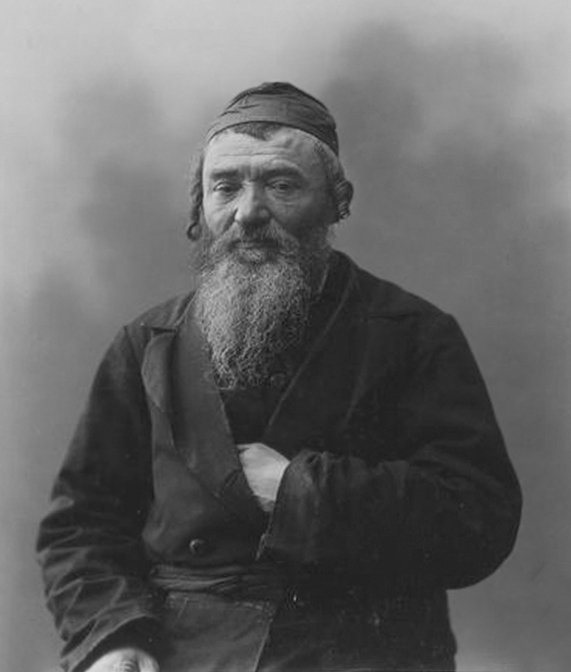
Jüdischer Mann în Chișinău (1900)

Die Geschichte der Juden in Moldawien reicht zurück bis ins 1. Jahrhundert n. Chr., als Juden mit den römischen Legionen in die Region kamen. Juden werden auch schon früh im Fürstentum Moldau erwähnt, stellten aber keine nennenswerte Zahl dar. Während der osmanischen Herrschaft und der Zugehörigkeit zum russischen Kaiserreich stieg der jüdische Bevölkerungsanteil durch Zuwanderungen und Zwangsumsiedlungen stark an und erreichte während der Zugehörigkeit zum Königreich Rumänien und der Sowjetunion 1940 einen Höchststand von etwa 400.000 Juden. Nach dem Angriff deutscher und rumänischer Truppen auf die Moldauische SSR und die Ukrainische SSR im Rahmen des Unternehmens Barbarossa am 22. Juni 1941 kamen etwa 350.000 Juden im Holocaust ums Leben. Heute zählt die jüdische Gemeinde in der Republik Moldau nach einer Schätzung weniger als 4.000 Personen, während lokale Schätzungen die Zahl auf 15.000–20.000 Juden und ihre Familienangehörigen beziffern.

## Geschichte

### Altertum
Die ersten Juden kamen im 1. Jahrhundert n. Chr. mit den römischen Legionen auf das Gebiet der heutigen Republik Moldau. Ab dem 7. Jahrhundert grenzte die Region an das Reich der Chasaren, in dem die jüdische Religion zur Staatsreligion wurde. 

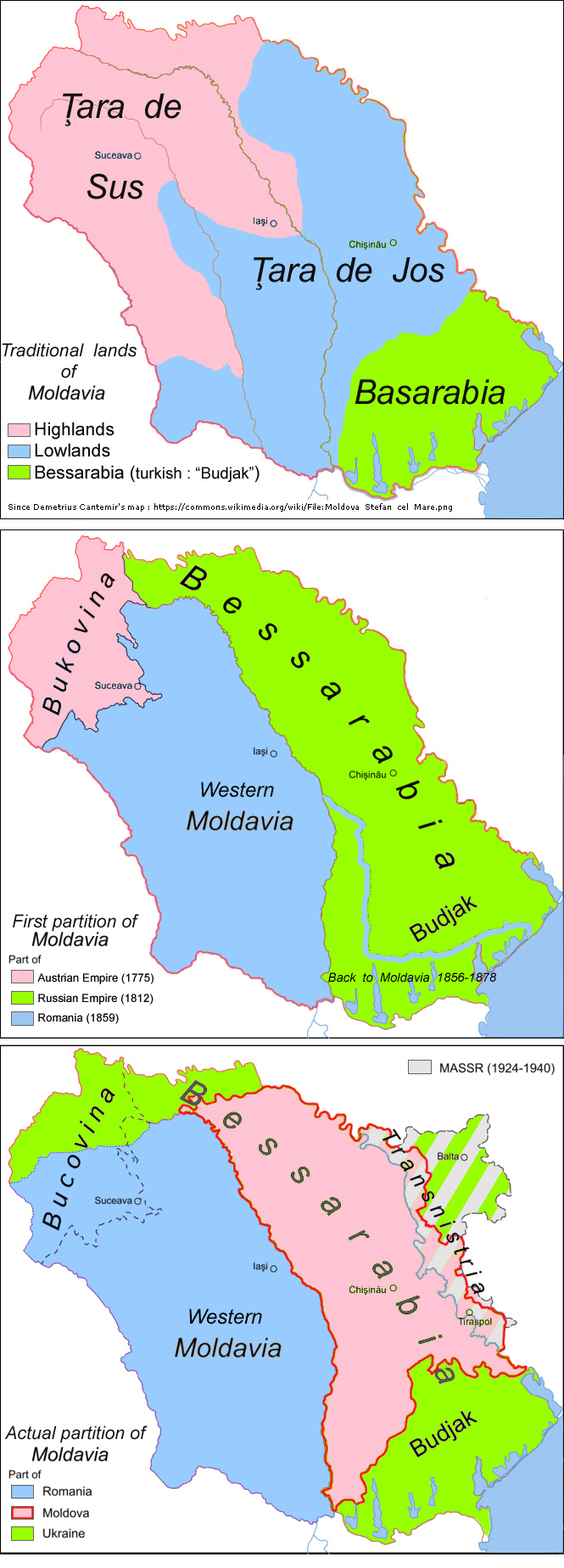
Die Teilungen von Moldawien

### Osmanische Herrschaft
Im 15. Jahrhundert wurde das Osmanische Reich zum bedeutendsten Machtfaktor in Südosteuropa. Das 1354 gegründete Fürstentum Moldau, dessen Territorium sich heute in Rumänien, der Republik Moldau und der Ukraine befindet, versuchte in dieser Phase möglichst viel seiner Eigenständigkeit zu bewahren, geriet aber als Vasallenstaat ab 1512 für die nächsten 300 Jahre unter osmanischen Einfluss.
Juden werden im Fürstentum Moldau schon früh erwähnt, stellten aber keine nennenswerte Zahl dar. Im 14. Jahrhundert gestattete König Roman Juden, sich dauerhaft in Moldawien niederzulassen. Im 15. Jahrhundert nutzten sephardisch-jüdische Kaufleute Bessarabien als Handelsroute zwischen dem Schwarzen Meer und Polen. Als jüdische Kaufleute an einigen Orten in Nordmoldawien Handelsmonopole errichteten, schickten die moldawischen Herrscher sie mehrmals zurück nach Galizien und Podolien. Ein Beispiel dafür ereignete sich während der Herrschaft von Petru Şchiopul (1583–1591), der englischen Kaufleute um William Harborne begünstigte. Jüdische Gemeinden in Südbessarabien wurden im 16. Jahrhundert gegründet.
Im 17. Jahrhundert fielen die Saporoger Kosaken zweimal in das Land ein und verursachten Gräueltaten und Pogrome, nicht nur an der jüdischen Bevölkerung.
Im 18. Jahrhundert ließen sich mehr Juden in Moldawien nieder, auch kam es zu Umsiedlungen von Juden aus der Türkei nach Moldawien und Rumänien durch den türkischen Sultan. Einige von ihnen waren für die Dnjestrübergänge zuständig und ersetzten Moldawier und Griechen, bis der Hauptmann von Soroca ihre Ausweisung forderte. Andere betätigten sich im lokalen Handel und der Schnapsbrennerei. Sie führten Spirituosen zunächst aus der Ukraine ein und erzeugten sie später in sog. velniţas (vorindustrielle Brennereien). Als Rabbiner der jüdischen Gemeinden vor 1812 waren Hayyim b. Solomon in Chișinău und David Solomon Eibenschutz in Soroka tätig. Auch entwickelten sich Ende des 18. Jahrhunderts erste kleine Gemeinden der Chassidim.

1774/1775 trat der Suzerän des Fürstentums Moldau, der osmanische Sultan, die nördlichen Teile des Fürstentums Moldau (die Bukowina mit Czernowitz und Suceava) an die Habsburgermonarchie ab, zu dessen Herrschaftsbereich es bis zum Ende des Ersten Weltkrieges gehörte (siehe: Geschichte der Juden in Österreich). Danach geriet es unter rumänische Herrschaft.

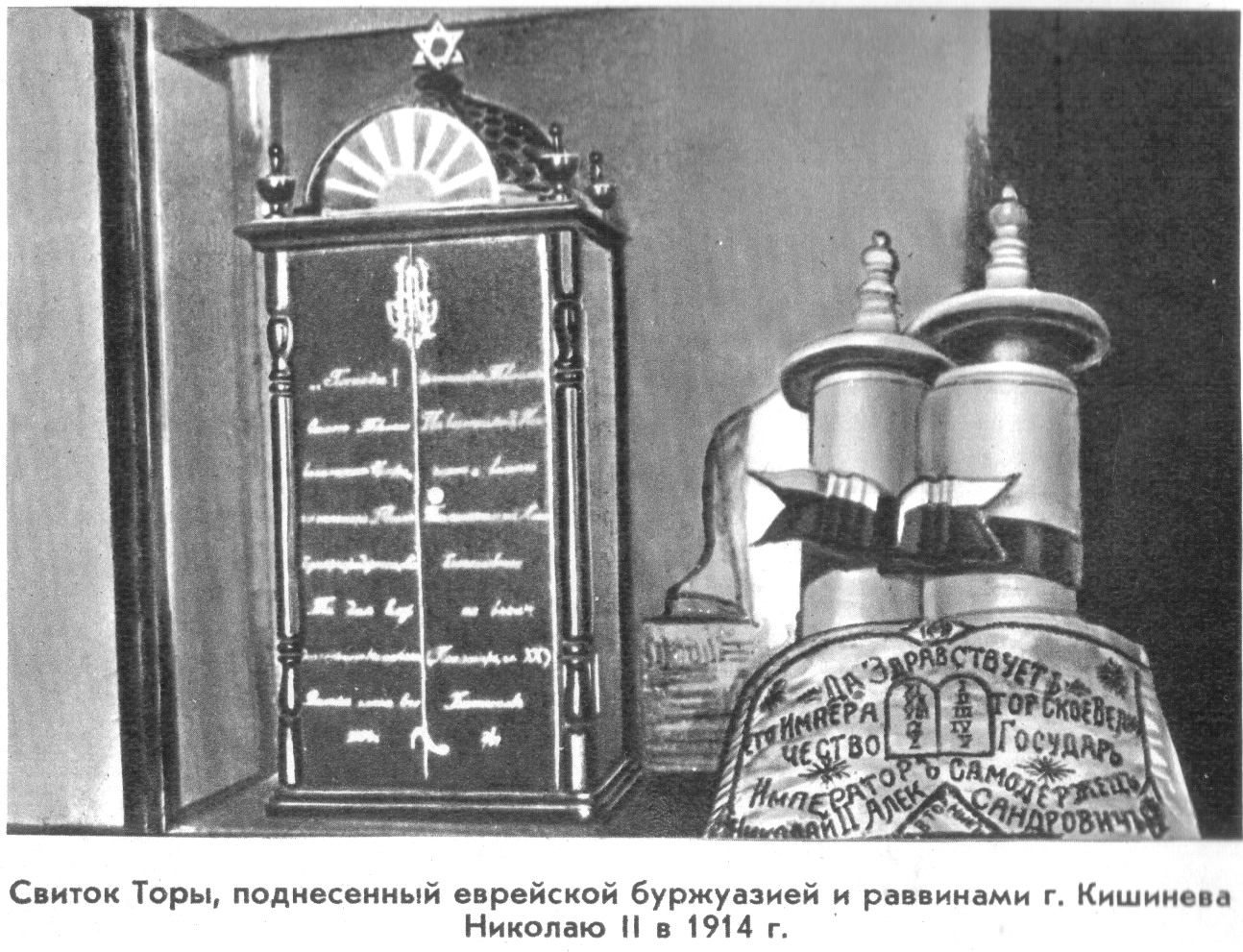
Torarollen, die 1914 von der jüdischen Gemeinde von Chișinău an Nicholas II. überreicht wurden

### Zugehörigkeit zum Russischen Kaiserreich

#### Gouvernement Bessarabien
1812 trat der osmanische Sultan die Osthälfte des Fürstentums Moldau zusammen mit dem Budschak, der bereits ab 1484 unter der direkten osmanischen Verwaltung gestanden hatte, an Russland ab. Das Gebiet erhielt von der russischen Verwaltung die Bezeichnung Bessarabien und wurde als Gouvernement organisiert. Etwa zwei Drittel dieses Gebiets gehören zur heutigen Republik Moldau. Bereits während des Russisch-Türkischen Krieges (1806–1812), als die Grenze zwischen Podolien und Moldawien offen war, stieg die Zahl der Juden im Land erheblich an.
Das Gouvernement gehörte zum Ansiedlungsrayon des russischen Kaiserreiches, auf das zwischen Ende des 18. und Anfang des 20. Jahrhunderts das Wohn- und Arbeitsrecht der jüdischen Bevölkerung beschränkt war. Juden erhielten hier einige Privilegien, zum Beispiel das Recht, Grundstücke zu kaufen und zu pachten. Viele Juden kamen deshalb aus anderen Teilen Russlands und sogar aus europäischen Ländern nach Moldawien. Eine große Zahl von Juden trat zwischen 1836 und 1853 in die Landwirtschaft ein und gründete 17 jüdische landwirtschaftliche Siedlungen. Bedingt durch die Agrarkrise in Russland wechselten die meisten von ihnen bis 1897 wieder in Handel und Industrie. Ab 1835 wurden die russischen antijüdischen Gesetze auch auf die bessarabischen Juden angewandt und es kam 1869, 1879, 1886 und 1891 in verschiedenen Städten zu Ausweisungsverfügungen an Juden.

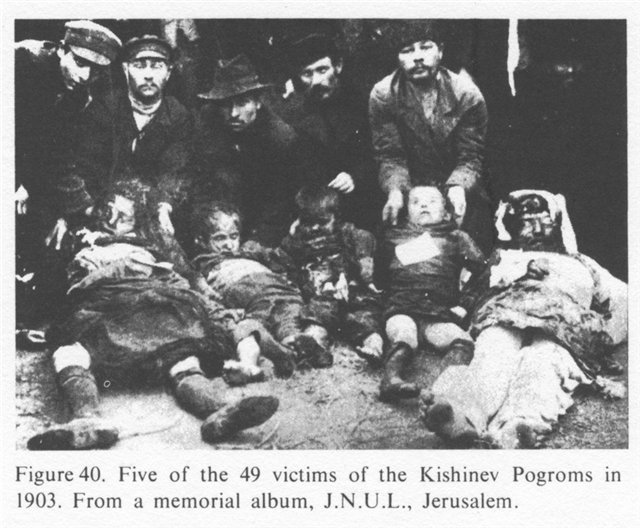
Opfer des Pogroms von Chișinău, 1903

In den 1880er Jahren wurden in Bessarabien unter der Leitung von Abraham Grunberg und Meir Dizengoff Chibbat-Zion-Gesellschaften gegründet. Viele bessarabische Juden entwickelten sich zu zionistischen Aktivisten und sie wurden auf dem Ersten Zionistenkongress 1897 von Jacob Bernstein-Kogan aus Chișinău vertreten.
1812 lebten im Gouvernement etwa 50.000 Juden, 1836 war die jüdische Bevölkerung auf 94.045 angewachsen, 1889 waren es bereits 180.918 Juden bei einer Gesamtbevölkerung von 1.628.867. Und bis 1897 war die jüdische Bevölkerung auf 228.168 bei einer Gesamtbevölkerung von 1.935.412 (11,8 Prozent) angewachsen. Die Hauptstadt Chișinău hatte 1903 eine jüdische Bevölkerung von 50.000 oder 46 Prozent von insgesamt etwa 110.000 Einwohnern. Während es auf dem Land fast keine Juden gab, waren sie seit dem Ende des 18. und dem Beginn des 19. Jahrhunderts in allen größeren Städten präsent. Allein in Chișinău blühte das jüdische Leben mit 16 jüdischen Schulen und über 2.000 Schülern. Städte wie Beltsy, Orhei und Soroca hatten sogar einen jüdischen Bevölkerungsanteil von über 50 Prozent.
Anfang des 20. Jahrhunderts kam des in Bessarabien zu einer Reihe von blutigen Pogromen, was zu Massenauswanderungen vieler Juden in die Vereinigten Staaten, nach Palästina und nach Argentinien führte.

#### Pogrome in Chișinău
Im Jahr 1903 wurde Michail Rybachenko, ein russisches Kind christlichen Glaubens, in der Stadt Dubăsari, 37 km nordöstlich von Chișinău, ermordet aufgefunden. Die russischsprachige antisemitische Zeitung Bessarabets begann daraufhin, Gerüchte zu verbreiten, dass der Mord Teil eines jüdischen Rituals sei. Diese Zeitung hatte schon häufiger Verleumdungen über die Juden veröffentlicht, die der örtlichen jüdischen Gemeinde zum Verhängnis wurden. Über den Mord wurde berichtet, dass das Opfer vor seinem Verschwinden den Laden eines jüdischen Tabakwarenhändlers betreten habe. Andere antisemitische Zeitungen riefen zu einem Pogrom auf. Obwohl die offiziellen Ermittlungen ergaben, dass es sich bei dem Mord nicht um einen Ritualmord handelte, und schließlich feststellten, dass der Junge von einem Verwandten getötet worden war, führte die durch diese und andere Gerüchte ausgelöste Unruhe zu einem großen Pogrom während der Osterfeiertage. Das Pogrom, das am 6. April 1903 begann, dauerte drei Tage, ohne dass die Polizei oder das in der Stadt stationierte Militär eingriff. 47 jüdische Menschen wurden getötet, 92 schwer und 500 leicht verletzt, über 700 Häuser zerstört und etwa 2.000 jüdische Familien wurden obdachlos.
Am 19. und 20. Oktober 1905 kam es in Chișinău zu einem zweiten Pogrom, bei dem 19 Juden getötet und 56 verletzt wurden.
Viele der jüngeren Juden bemühten sich um die Verteidigung der jüdischen Gemeinde in Chișinău. Prominente russischen Schriftsteller, wie Leo Tolstoi und Maxim Gorki sowie Juden und Nichtjuden in Europa und den Vereinigten Staaten, protestierten gegen die Ausschreitungen. Haim Nachman Bialik beklagte in seinem Gedicht „In der Stadt des Gemetzels“ die Passivität der Opfer des Pogroms und rief die Juden dazu auf, sich zur Selbstverteidigung zusammenzuschließen. Ein starkes Echo löste auch Wladimir Korolenkos Erzählung „Das Haus Nr. 13“ über das Pogrom aus.

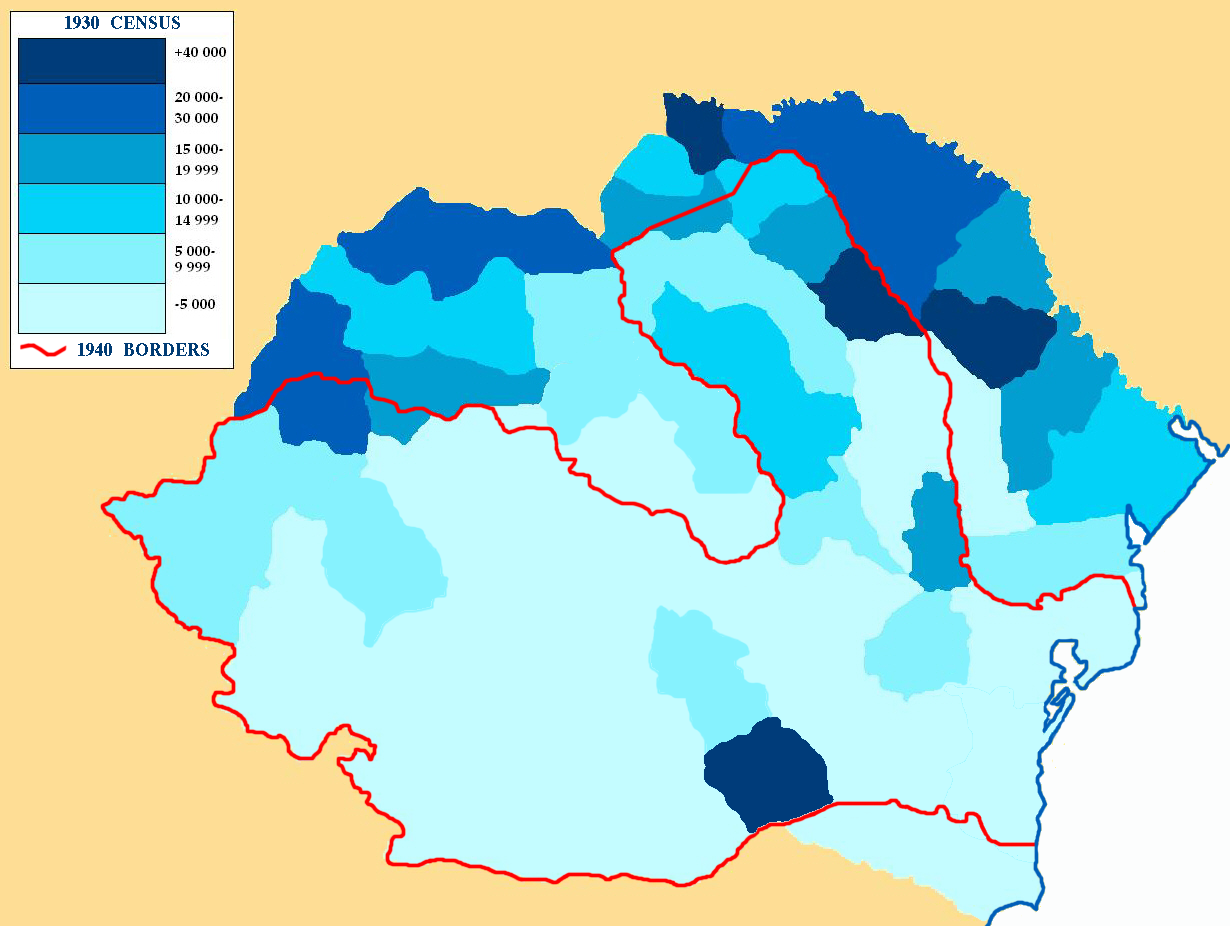
Jüdische Bevölkerung pro Landkreis in Großrumänien, gemäß der Volkszählung von 1930

### Zugehörigkeit zum Königreich Rumänien
Der westliche Teil Moldawiens geriet nach der Niederlage Russlands im Krimkrieg von 1853 bis 1856 und nach der Vereinigung der Donaufürstentümer Moldau und Walachei 1859 unter verstärkten rumänischen Einfluss (→ Geschichte der Juden in Rumänien). Am Ende des Ersten Weltkrieges eroberte das zur Entente gehörende Rumänien auch Bessarabien und am 27. März 1918 stimmte schließlich eine Mehrheit der Sfatul Țării, der nationalen Vollversammlung Bessarabiens, für die Vereinigung mit Rumänien und legitimierte damit die faktisch bereits vollzogene Eingliederung Bessarabiens in Großrumänien, die bis zum Sommer 1940 andauerte.
Im rumänischen Bessarabien stieg der jüdische Bevölkerungsanteil weiter an. „Juden erhielten 1918 automatisch die rumänische Staatsbürgerschaft und durften jüdische Grund- und Mittelschulen mit Unterricht in Jiddisch und Hebräisch eröffnen. Bis 1922 gab es in Bessarabien etwa 140 jüdische Schulen. In dieser Zeit existierten auch 13 jüdische Krankenhäuser und Altersheime.“ 1920 waren im Land etwa 267.000 Juden registriert und die rumänische Volkszählung im Jahr 1930 verzeichnete 270.000 Juden. Die positive Entwicklung des Judentums im Land war jedoch begleitet von Anfeindungen und antijüdische Schikanen. „Die 1930er Jahre markierten den Höhepunkt des jüdischen Lebens in Moldawien. 1935 schlossen sich 40 jüdische Gemeinden zur Union der jüdischen Gemeinden Bessarabiens zusammen.“

### Zugehörigkeit zur Sowjetunion
Das Gebiet östlich des Dnister wurde nach dem Ende des Russischen Bürgerkrieges und der Gründung der Sowjetunion im Dezember 1922 Teil der Ukrainischen Sozialistischen Sowjetrepublik. Im Jahr 1924 wurde das Gebiet zunächst zur Moldauischen Autonomen Oblast erklärt, sieben Monate später erhob man es zur Moldauischen Autonomen Sozialistischen Sowjetrepublik (MASSR). Das zu Rumänien gehörige Gebiet Bessarabiens und die nördliche Bukowina wurde im Juni 1940 mit deutscher Zustimmung als Konsequenz des geheimen Zusatzprotokolls des Hitler-Stalin Paktes von sowjetischen Truppen besetzt und von der UdSSR annektiert. Am 2. August 1940 wurde die Moldauische Sozialistische Sowjetrepublik mit Chișinău (russisch Kischinjow) als Hauptstadt errichtet, indem man Bessarabien mit einem Teil der Moldauischen ASSR vereinigte (der Rest ging an die Ukrainische SSR). Zu dieser Zeit lebten über 400.000 Juden auf dem Gebiet des Landes. Tausende Juden wurden von den neuen Machthabern der Untreue verdächtigt und in Gulags deportiert.

### Zweiter Weltkrieg und Holocaust
Am 22. Juni 1941 griffen deutsche und rumänische Truppen die Moldauische SSR und die Ukrainische SSR im Rahmen des Unternehmens Barbarossa an. Rumänien konnte dadurch im Sommer 1941 Bessarabien und die nördliche Bukowina zurückgewinnen. Das Land zwischen den Flüssen Dnister und Südlicher Bug, nördlich von Bar in der Ukraine, verwaltete Rumänien von 1941 bis 1944 unter dem Namen Transnistrien.
Bis zu zwei Drittel der etwa 400.000 bessarabischen Juden flohen beim Rückzug der sowjetischen Truppen aus der Moldauischen Sozialistischen Sowjetrepublik. Bereits während der Besetzung des Landes 1941 kam es durch die rumänischen Soldaten zu Pogromen gegen Juden und zu Tötungsaktionen von SS-Einsatzgruppen (Einsatzgruppe D der Sicherheitspolizei und des SD unter dem Kommando von Otto Ohlendorf) mit Tausenden von Toten. Am 8. Juli 1941 erklärte Ion Antonescu, der damalige rumänische Machthaber, vor dem Ministerrat:

„Auf die Gefahr hin, von einigen Traditionalisten unter Ihnen nicht verstanden zu werden, bin ich für die Vertreibung des gesamten jüdischen Elements aus Bessarabien und der Bukowina, das über die Grenze geworfen werden muss. Ich bin auch für die Zwangsmigration des ukrainischen Elements, das zu diesem Zeitpunkt nicht hierher gehört. Es ist mir egal, ob wir in der Geschichte als Barbaren erscheinen. Das Römische Reich hat aus heutiger Sicht eine Reihe von barbarischen Taten begangen und war dennoch die größte politische Einheit. Es hat nie einen geeigneteren Zeitpunkt gegeben. Wenn nötig, schießen Sie mit dem Maschinengewehr.“

Die im Land verbliebene jüdische Bevölkerung wurde in Ghettos und Auffanglagern konzentriert, um sie 1941/42 bei Todesmärschen in Lager, wie beispielsweise in das KZ Bogdanowka, im rumänisch okkupierten Transnistrien zu deportieren. Von 1941 bis 1942 wurden auf Befehl von Marschall Antonescu 56.089 Juden deportiert. Ein großer Teil dieser Bevölkerung kam ums Leben. Die jüdische Gemeinde von Chișinău wurde fast vollständig ausgelöscht, 53.000 der 65.000 jüdischen Einwohner der Stadt wurden ermordet.

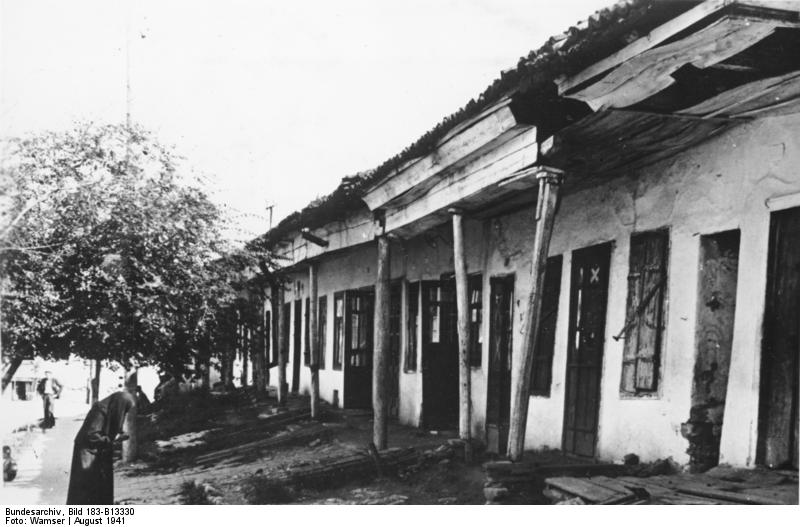
Wohnunterkünfte im Ghetto Chișinău
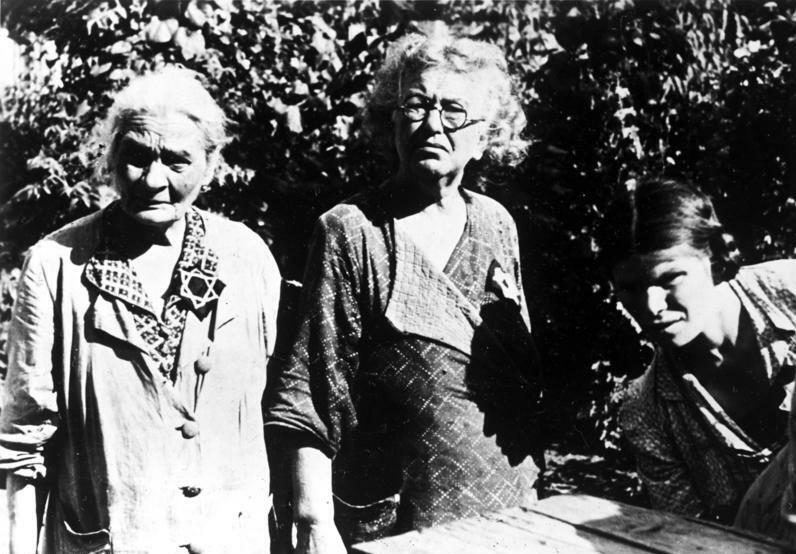
Jüdische Frauen im Ghetto Chișinău
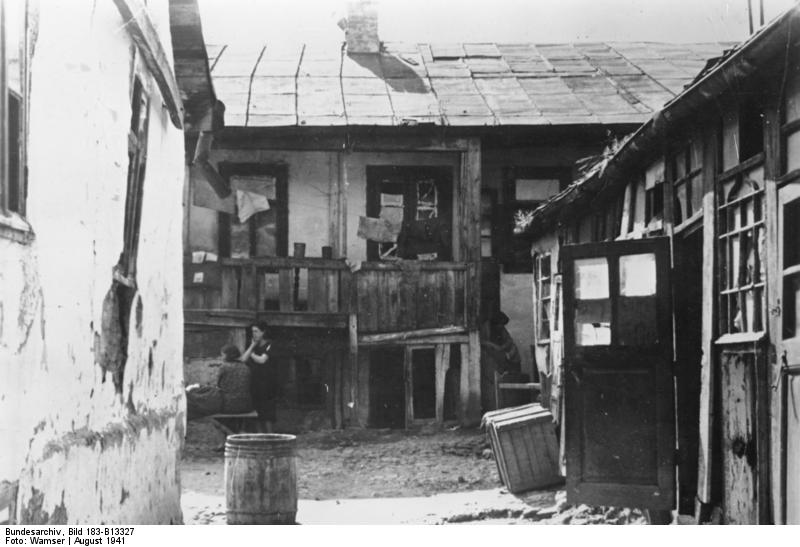
Gebäude im Ghetto Chișinău, August 1941

In den Ghettos, die in mehreren Städten eingerichtet wurden, sowie in den Konzentrationslagern starben viele Menschen an Hunger oder schlechten hygienischen Bedingungen oder sie wurden von speziellen Nazi-Einheiten kurz vor der Ankunft der sowjetischen Truppen im Jahr 1944 erschossen. Die rumänische Militärverwaltung von Transnistrien führte nur sehr dürftige Aufzeichnungen über die Menschen in den Ghettos und Lagern. Die einzige genaue Zahl, die in rumänischen Quellen zu finden ist, lautet 59.392 Tote in den Ghettos und Lagern von deren Eröffnung bis Mitte 1943. Diese Zahl umfasst alle Internierten unabhängig von ihrer Herkunft, nicht aber diejenigen, die auf dem Weg in die Lager umkamen, diejenigen, die zwischen Mitte 1943 und Frühjahr 1944 umkamen, sowie diejenigen, die unmittelbar nach der Besetzung Transnistriens durch die rumänische Armee umkamen (siehe z. B. das Massaker von Odessa).
Viele Moldauer kollaborierten mit ihren deutschen und rumänischen Besatzern. Es gab aber auch Moldauer, die ihr Leben riskierten, um Juden vor der Ermordung zu retten. Israel hat bisher 79 Moldauer und Moldauerinnen als „Gerechte unter den Völkern“ geehrt.
Die Verfolgung und Vernichtung der jüdischen Bevölkerung endete 1944 mit dem erfolgreichen Abschluss der russischen Sommeroffensive (Operation Jassy-Kischinew), durch die das Gebiet der Moldauischen SSR in fünf Tagen eingenommen wurde. Bis dahin kamen etwa 350.000 Juden durch den Holocaust ums Leben.

### Moldawische Sozialistische Sowjetrepublik

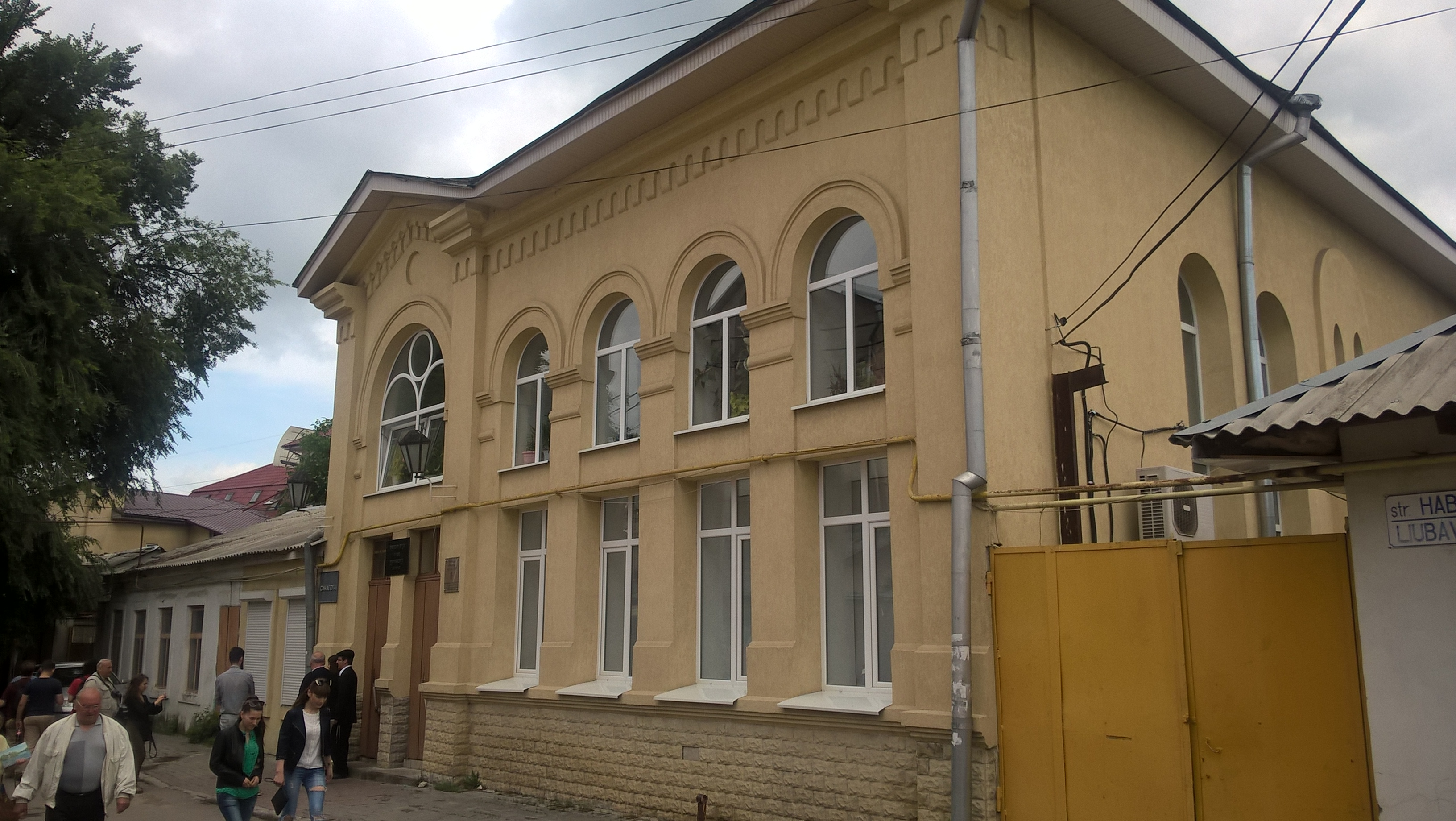
Gleizer Shil, die ehemalige Synagoge der Glaser und Buchbinder in Chișinău

Aufgrund des Friedensvertrages von 1947 fielen Bessarabien, das Herza-Gebiet und die nördliche Bukowina an die Sowjetunion, und die früheren sowjetischen Verwaltungseinheiten und russischen Ortsnamen wurden erneut eingeführt. Die Zahl der Juden in der Moldauischen Sozialistischen Sowjetrepublik stieg wieder an und erreichte 1970 mit 98.001 Personen ihren Höhepunkt. Ein religiöses Leben bestand aber nur in bescheidenem Rahmen weiter. Viele jüdische Traditionen durften unter den sowjetischen Machthabern nicht mehr praktiziert werden. So wurde den Juden 1961 verboten Bar Mitzwa zu feiern und 1964 wurden alle Synagogen außer einer in Chişinău geschlossen. Gab es früher „in Chişinău über 60 Synagogen, die vom regen jüdischen Leben der Stadt zeugten“, so „erlaubten die sowjetischen Behörden den Überlebenden der Shoah lediglich die Nutzung eines einzigen religiösen Raums: der Gleizer Shil, der ehemaligen Synagoge der Glaser und Buchbinder“, die bis heute ein Zentrum religiösen Lebens in Chişinău ist.
In den 1970er Jahren wanderten viele Juden aus der Sowjetunion nach Israel, in die Vereinigten Staaten, nach Kanada und einige nach Australien und Westeuropa aus, insbesondere in den späten 1980er Jahren. Bei der letzten sowjetischen Volkszählung von 1989 wurden 65.672 Juden in der Moldauischen Sozialistischen Sowjetrepublik verzeichnet.

### Republik Moldau
Die Republik Moldau existiert seit 1991, als sich die Moldauische SSR während der Auflösung der Sowjetunion für unabhängig erklärte. 1992 wurde das Land von einem Bürgerkrieg heimgesucht, der zur faktischen Abspaltung von Transnistrien führte. Das jüdische Leben im Land begann danach mit der entstehenden demokratischen Gesellschaft wieder aufzublühen. Durch die starke Überalterung der jüdischen Bevölkerung und die Auswanderung, hauptsächlich nach Israel, ist die Zahl der Juden im Land jedoch rückläufig. Im Jahr 2014 gab es schätzungsweise 15.000 Juden im Land, davon über 10.000 allein in Chișinău. Gleichzeitig lebten 75.492 moldauische Juden in Israel und kleine Gemeinden in anderen Teilen der Welt, z. B. in Russland, den USA, dem Vereinigten Königreich, Deutschland, Rumänien und in Australien. Da die Religion zu Sowjetzeiten stark eingeschränkt war, ist es wahrscheinlich, dass es in der Republik Moldau viel mehr Menschen jüdischer Abstammung gibt als solche, die diese Religion praktizieren.
Antisemitismus ist nach wie vor an der Tagesordnung. Mehrere Kirchen und politische Organisationen verwenden nach wie vor antisemitische Rhetorik. Darüber hinaus sind rechtsextreme und neonazistische Gruppen im Land aktiv.